# ギフト (オーイシマサヨシの曲)
『ギフト』は、オーイシマサヨシの9作目のシングル。2023年3月8日にポニーキャニオンより発売された。

## 概要
前作『恋はエクスプロージョン (feat.田村ゆかり)』以来約9か月ぶりのリリースとなる。表題曲は、テレビアニメ『お隣の天使様にいつの間にか駄目人間にされていた件』のオープニングテーマとなっている。2023年1月8日には、CDでの発売に先駆けてデジタルシングルとして配信リリースされ、1月14日にはYouTube上にミュージックビデオが公開された。
カップリング曲の「uni-verse」は、劇場版『グリッドマン ユニバース』の主題歌となっており、「碧い砲撃」は、スマートフォンゲーム『アズールレーン』の5周年記念ソングとなっている。カップリング曲の内、「碧い砲撃」は、2022年9月11日にデジタルシングルとしてリリースされている。

## ミュージックビデオ
ギフト
2023年1月14日にYouTube上に公開された。自身の2ndシングル『オトモダチフィルム』のミュージックビデオに出演していたモデルのウーリャが出演しており、同作と同じく2人がダンスが披露している。ミュージックビデオの監督は深津昌和、ダンスの振り付けはNON （ELEVENPLAY）が担当している。

## 収録曲
| 全作詞・作曲・編曲: 大石昌良。 |                             |          |            |      |
| #                              | タイトル                    | 作詞     | 作曲・編曲 | 時間 |
| 1.                             | 「ギフト」                  | 大石昌良 | 大石昌良   | 3:11 |
| 2.                             | 「uni-verse」               | 大石昌良 | 大石昌良   | 4:27 |
| 3.                             | 「碧い砲撃」                | 大石昌良 | 大石昌良   | 3:49 |
| 4.                             | 「ギフト」(TV edit.)        | 大石昌良 | 大石昌良   | 1:30 |
| 5.                             | 「uni-verse」(movie edit.)  | 大石昌良 | 大石昌良   | 3:27 |
| 6.                             | 「ギフト」(Instrumental)    | 大石昌良 | 大石昌良   | 3:11 |
| 7.                             | 「uni-verse」(Instrumental) | 大石昌良 | 大石昌良   | 4:27 |
| 8.                             | 「碧い砲撃」(Instrumental)  | 大石昌良 | 大石昌良   | 3:51 |
| 合計時間:                      | 合計時間:                   | 27:53    |            |      |

## カバー
- 椎名真昼（石見舞菜香） - 2023年4月19日に発売のアルバム『TVアニメ『お隣の天使様にいつの間にか駄目人間にされていた件』Cover Songs』に収録[11]。